# Johann Franz Hoffmann

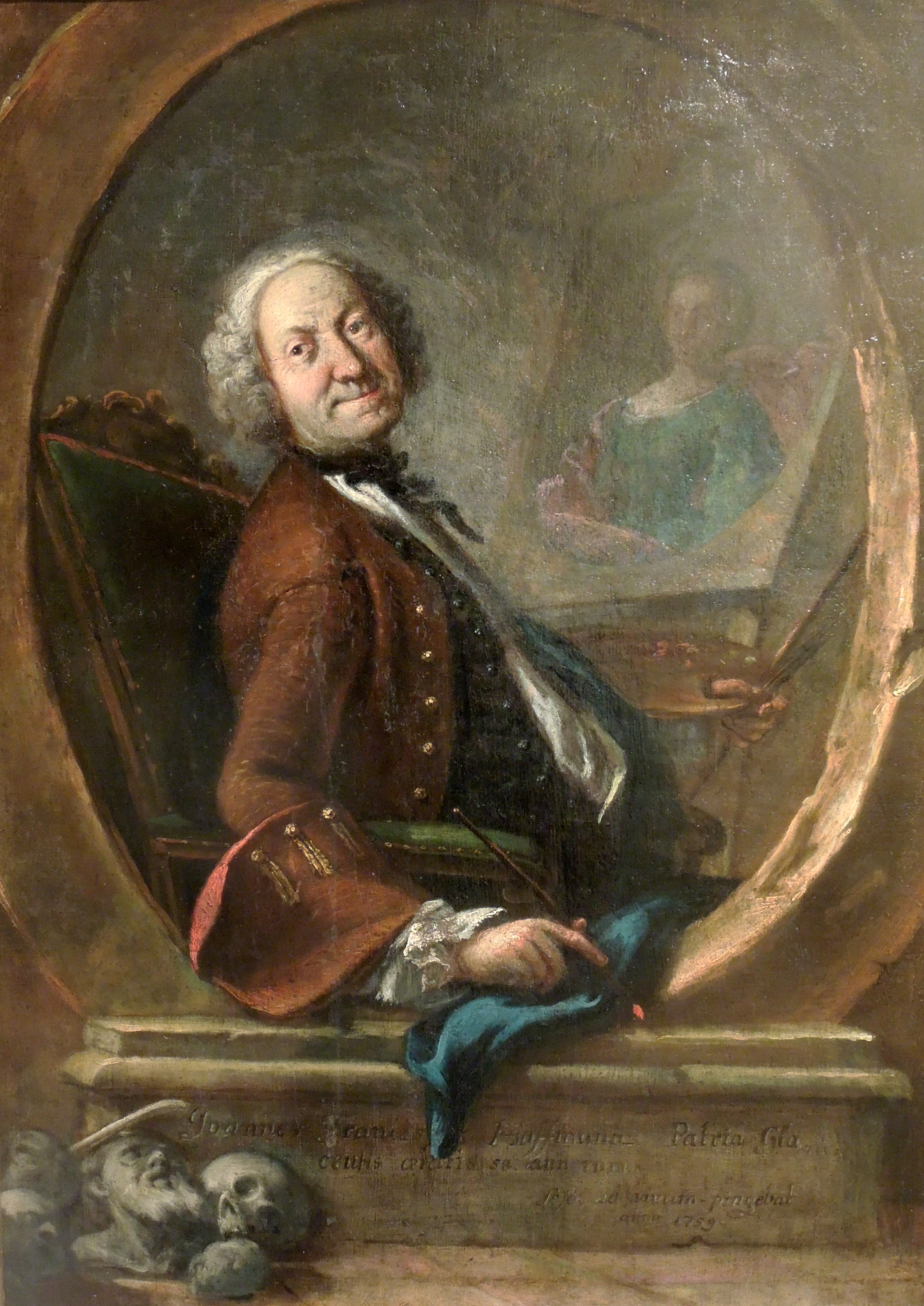
Selbstporträt (1759)

Johann Franz Hoffmann (* 1699 oder 1701 in Glatz, Grafschaft Glatz; † 4. Februar 1766 in Grüssau, Fürstentum Schweidnitz) war ein Maler des Barocks.

## Leben
Johann Franz Hoffmann wurde 1699 oder 1701 als Sohn des Bürgers Johann Hoffmann in Glatz geboren, das zusammen mit der Grafschaft Glatz bis 1742 bzw. 1763 unmittelbar zu Böhmen gehörte. Über seine Ausbildung und seinen Werdegang ist wenig bekannt. Die verbreitete Annahme, er sei ein Schüler von Michael Willmann gewesen, kann nicht zutreffen, da Willmann bereits im Jahre 1706 starb. In der Literatur wird Hoffmann mehrfach als „Maler aus Grüssau“ bezeichnet. Zusammen mit dem Glatzer Andreas Josef Maywald arbeitete er in der Grüssauer Werkstatt des Willmann-Enkels Georg Wilhelm Neunhertz. Für das Jahr 1730 ist er quellenmäßig als Geselle des mährischen Malers Johann Christoph Handke belegt, als er mit ihm die Königgrätzer Jesuitenkirche freskierte. An einzelnen Objekten arbeitete er mit Felix Anton Scheffler zusammen. Hoffmann schuf überwiegend Wand- und Deckenmalereien, aber auch Ölgemälde. Ein Selbstporträt aus dem Jahre 1759, das bis 1945 im Besitz der Grafen Magnis im Schloss Eckersdorf war, befindet sich jetzt im Nationalmuseum Breslau.

## Werke
- Mährisch-Neustadt: Ausmalung der Kapelle des Minoritenklosters (1730, zusammen mit J. Chr. Handke)
- Kloster Hradisch: Erzengel Michael (1732)[4]
- Ullersdorf an der Biele,[5] Pfarrkirche hl. Johannes der Täufer: Gemälde mit Szenen aus dem Leben der hl. Katharina (1735; die Kirche war ursprünglich der hl. Katharina geweiht)
- Hirschberg, evangelische Gnadenkirche: Wand- und Gewölbemalerei (1734–1751, zusammen mit F. A. Scheffler)
- Bad Warmbrunn, katholische Pfarrkirche St. Johannes: Gemälde „Christus auf dem Ölberg“, „Christus unterm Kreuz“ und „Kreuzabname“ (1736)
- Obersteine, Schloss Scharfeneck (Dwór Sarny): Fresken der Schlosskapelle (1738)
- Mittelsteine, Pfarrkirche St. Maria Magdalena: Fresken der St.-Franz-Xaver-Kapelle und der Muttergotteskapelle (1738–1739)
- Albendorf, Wallfahrtskirche: zwei Gemälde, von denen eines nicht mehr vorhanden ist.
- Rengersdorf, Pfarrkirche St. Jakobus, Allerheiligen-Altar: Gemälde (1745)
- Kloster Grüssau, Klosterkirche Mariä Himmelfahrt: Gemälde des Vierzehnheiligen-Altars (1760)